# انتونیو امری
انتونیو امری (انگلیسی: Antonio Emery; ۲۶ ژوئیهٔ ۱۹۰۵ – ۲۹ مارس ۱۹۸۲) بازیکن فوتبال اهل اسپانیا بود.